# Idioma yuri (Nueva Guinea)
El idioma yuri o karkar es lengua hablada cerca de la frontera entre Indonesia y Papúa Nueva Guinea. Inicialmente clasificada como una lengua aislada en las clasificaciones de las dos lenguas de Papúa Wurm y Ross. Hay alrededor de un millar de hablantes en Papúa Nueva Guinea a lo largo de la frontera con Indonesia. Este idioma se detectó en 1994 un total de 1142 hablantes.
Recientemente se ha identicaficado otra lengua en la misma región, el emumu que está estrechamente relacionado con el yuri-karkar y algo más distantemente relacionado con el Yafi (o zorop), junto con los cuales formaría la llamada rama oriental de las lenguas pauwasi, por lo que actualmente el yuri no se considera una lengua aislada.